# Henri Briffaut
Henri Jean-Baptiste Briffaut (Wattrelos, 30 juli 1857 - aldaar, 21 juni 1938) was een Frans socialistisch politicus tijdens de Derde Franse Republiek. Hij zetelde tussen 1924 en 1928 in de Chambre des Députés en was van 1912 tot zijn dood burgemeester van Wattrelos.

## Levensloop

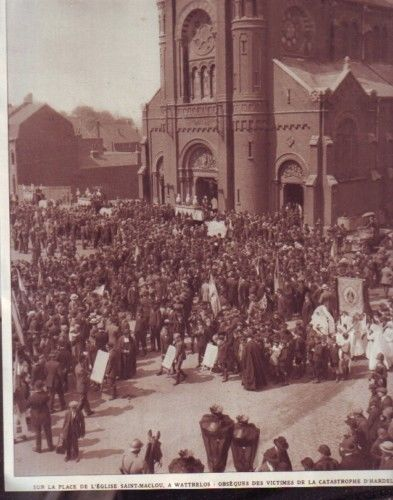
Zomer 1925. De begrafenis van dertien kinderen uit Wattrelos die verdronken in een vakantiekolonie in Hardelot. Burgemeester Briffaut gaf hen een officiële begrafenis in de Saint-Macloukerk.

Briffaut was de oudste van negen kinderen en moest op dertien jaar met school stoppen om in de textielfabriek te gaan werken. Hij volgde avondschool en militeerde voor de socialisten. In 1892 werd hij verkozen in de arrondissementsraad en in de gemeenteraad van Wattrelos en in 1906 in de Conseil général van het Noorderdepartement.
In 1912 werd hij de eerste socialistische burgemeester van Wattrelos. Zijn gemeente werd tijdens de Eerste Wereldoorlog bezet door de Duitsers. Hij werkte de bezetter zoveel mogelijk tegen door geen lijsten van inwoners te bezorgen en geen paarden te leveren. Ook spoorde hij zijn inwoners aan om niet voor de Duitsers te werken. Briffaut werd drie keer gearresteerd en zat verschillende maanden in de gevangenis voor hij in 1917 werd gedeporteerd. Na zes maanden gevangeschap in een kamp in Holzminden kon hij afreizen naar het niet-bezette deel van Frankrijk. Vanuit Parijs zette hij zich in voor de oorlogsvluchtelingen uit het Noorderdepartement.
Als burgemeester maakte Briffaut de grote stakingen in de fabrieken van Wattrelos mee, in 1921, 1930 en 1931. Tijdens de wekenlange stakingen liet hij noodhulp uitdelen aan de stakers en hun gezinnen. Tijdens zijn ambtstermijn zette hij zich in voor de ontwikkeling van de voorzieningen (water, gas, elektriciteit) en scholen. Hierdoor kreeg de gemeente wel een zware schuldenlast.
Op 11 mei 1924 werd Briffaut verkozen in de Chambre des Députés waar hij zetelde voor het linkse Section française de l'Internationale ouvrière (SFIO). In april 1928 raakte hij niet herkozen.
Hij stierf in 1938 op 81-jarige leeftijd.